# 夏の日 (オフコースの曲)
「夏の日 / 君の倖せを祈れない」（なつのひ きみのしあわせをいのれない）は、1984年7月18日に発売されたオフコース通算26枚目のシングル。

## 解説
「夏の日」は、アルバム『The Best Year of My Life』からのシングル・カット。イントロのドラムがカットされたほか、ピッチが上げられている。このシングル・バージョンは後にベスト・アルバム『IT'S ALL RIGHT OFF COURSE SELECTION III 1984-1987』に収録された。
「君の倖せを祈れない」はオリジナル・アルバム未収録。ベスト・アルバム『IT'S ALL RIGHT』に収録されたほか、オフコース時代の楽曲も含めて選曲された松尾一彦のベスト・アルバム『Being There』にも収録された。

## パッケージ、アートワーク
ジャケットにはウィリアム・ヒロシ・ヘイムス（William Hiroshi Hames）撮影による、サンタモニカのビーチでの写真が使われている。

## ミュージック・ビデオ
シングル・リリースに合わせ、この曲には初のアーティスト自身の発案によるプロモーション・フィルムが小田の演出により制作された。『グローイング・アップ』のような青春ストーリーでメンバーの大間ジローが主演し、他のメンバーは主に演奏シーンに出演している。大間の恋人役に田中美佐子が共演したほか、誘拐犯からの電話連絡を待つ家族のシーンに刑事役で西川のりおが出演、エンディングで自身の持ちネタである“冗談はよせ!”を披露している。栗田豊通がカメラマンを務め、今回初めて実際に映画で使用する35ミリ・フィルムが使われた。ロケーションには秋谷海岸にあるレストラン“MARLOWE”（マーロウ）が使われたほか、空港ロビーのシーンは実際に成田空港でロケが行われた。プロモーション・フィルムは最終的に8分を超える作品として完成した。制作に費やした日数は約2か月。ラストを決めかねたため、ラストシーンの異なるものが3パターン作られた。

## 収録曲

### Side-A
1. 夏の日
作詩[注釈 6] · 作曲：小田和正

### Side-B
1. 君の倖せを祈れない
作詩[注釈 6]：小田和正、作曲：松尾一彦

## クレジット
- プロデュース：オフコース
- © 1984 Pacific Music Publishing Co., Ltd. & FAIRWAY MUSIC CO., LTD.

## リリース日一覧
| 地域 | タイトル                  | リリース日     | レーベル                        | 規格               | カタログ番号           | 備考 |
| ---- | ------------------------- | -------------- | ------------------------------- | ------------------ | ---------------------- | --- |
| 日本 | 夏の日 / 君の倖を祈れない | 1984年7月18日  | EXPRESS ⁄ FUN HOUSE             | 7"シングルレコード | 07FA-1008              | 「夏の日」はシングル・ヴァージョン、「君の倖を祈れない」はオリジナル・アルバム未収録。 |
| 日本 | 夏の日 / 君の倖を祈れない | 1991年12月21日 | FUN HOUSE                       | 8cmCDシングル      | FHDF-1139              | |
| 日本 | 夏の日 / 君の倖を祈れない | 2020年6月3日   | USM JAPAN ⁄ UNIVERSAL MUSIC LLC | CD                 | UPCX-4247 (TDCD 91302) | デビュー・シングル『群衆の中で / 陽はまた昇る』からラスト・シングル『夏の別れ / 逢いたい』までを収録した全36枚組CD BOX『コンプリート・シングル・コレクションCD BOX』(UPCY-9918)の中の1タイトル。発表当時のアナログ7インチ・シングルのアートワークを再現した12cm紙ジャケット仕様CD。 |